# Cacosternum namaquense
Cacosternum namaquense és una espècie de granota que viu a Namíbia i Sud-àfrica.
Està amenaçada d'extinció per la pèrdua del seu hàbitat natural.